# Agići
Agići (szerbül: Агићи), település Bosznia-Hercegovinában, Derventa községben, a Szerb Köztársaság északi régiójában. 

## Fekvése
A település Bosznia-Hercegovina északi részén, Dobojtól légvonalban 36, közúton 47 km-re északnyugatra, községközpontjától légvonalban 5, közúton 6 km-re nyugat-északnyugatra, a Vukovija és az Agićka-patak völgye közötti dombháton, 185-243 méteres magasságban található. A falut egy helyi út köti össze az M-16-os főúttal.

## Népessége
| Nemzetiségi csoport | Népesség 1991 | Népesség 2013 |
| ------------------- | ------------- | ------------- |
| Szerb               | 292           | 191           |
| Bosnyák             | 0             | 0             |
| Horvát              | 51            | 2             |
| Jugoszláv           | 4             | 0             |
| Egyéb               | 3             | 7             |
| Összesen            | 350           | 200           |

## Története
A település 1878-ig tartozott az Oszmán Birodalomhoz, ekkor a berlini kongresszus határozata alapján az Osztrák-Magyar Monarchia része lett. 1879-ben az első osztrák-magyar népszámlálás során a Derventi járáshoz tartozó településnek 25 háztartása és 153 római katolikus lakosa volt. 1910-ben a Derventai járáshoz tartozó településen 46 háztartást, 268 ortodox, 43 római katolikus és 7 görög katolikus lakost találtak. A monarchia szétesésével 1918-ban előbb a Szerb-Horvát-Szlovén Királyság, majd 1929-től a Jugoszláv Királyság része lett. 1921-ben a Derventai járáshoz tartozó településnek 343 lakosa volt, közülük 247 ortodox szerb, 84 római katolikus és 12 görög katolikus volt. Az 1929-es törvény értelmében, amikor Bosznia-Hercegovinát négy banovinára, Drinskára, Vrbaskára, Zetskára és Primorskára osztották, a település a Vrbaska banovina (Orbászi bánság) része lett, amelynek székhelye Banja Luka volt. 1939-ben a közigazgatás átszervezésével a Hrvatska banovina (Horvát Bánság) része lett.
A második világháborúban Jugoszlávia megszállása után a Független Horvát Állam (NDH) része lett. A második világháború után 1992-ig a település a szocialista Jugoszlávia keretében a Bosznia-Hercegovinai Népköztársaság része volt. A boszniai háborút lezáró daytoni békeszerződés rendelkezése alapján az ország területét felosztották a Bosznia-hercegovinai Föderáció és a boszniai Szerb Köztársaság között. A békeszerződés utáni területmegosztási megállapodás értelmében a település Derventa község részeként a Boszniai Szerb Köztársasághoz került. 

## Oktatás
Agićiben van egy kilenc évfolyamos regionális iskola, amely Derventa város „Április 19.” Általános Iskolájához tartozik.

## Nevezetességei
- A Szent Kereszt felmagasztalása tiszteletére szentelt ortodox temploma a temető közepén áll.

- 2011. október 22-én szentelték fel a településen a Szent Petka, Paraskeva Tisztelendő Anya tiszteletére szentelt szerb ortodox egyház templomának alapjait.[8] A templom mérete 17x11 méter. A templom építése 2011. július 14-én kezdődött. A templom még építés alatt áll. Az istentiszteleteket a helyi közösség helyiségeiben tartják, ahol egy bizonyos teret átalakítottak az istentisztelet igényeinek megfelelően.[9]